# 167-й гвардейский штурмовой авиационный полк
167-й гвардейский штурмовой авиационный Староконстантиновский ордена Суворова полк — авиационная воинская часть ВВС РККА штурмовой авиации в Великой Отечественной войне.

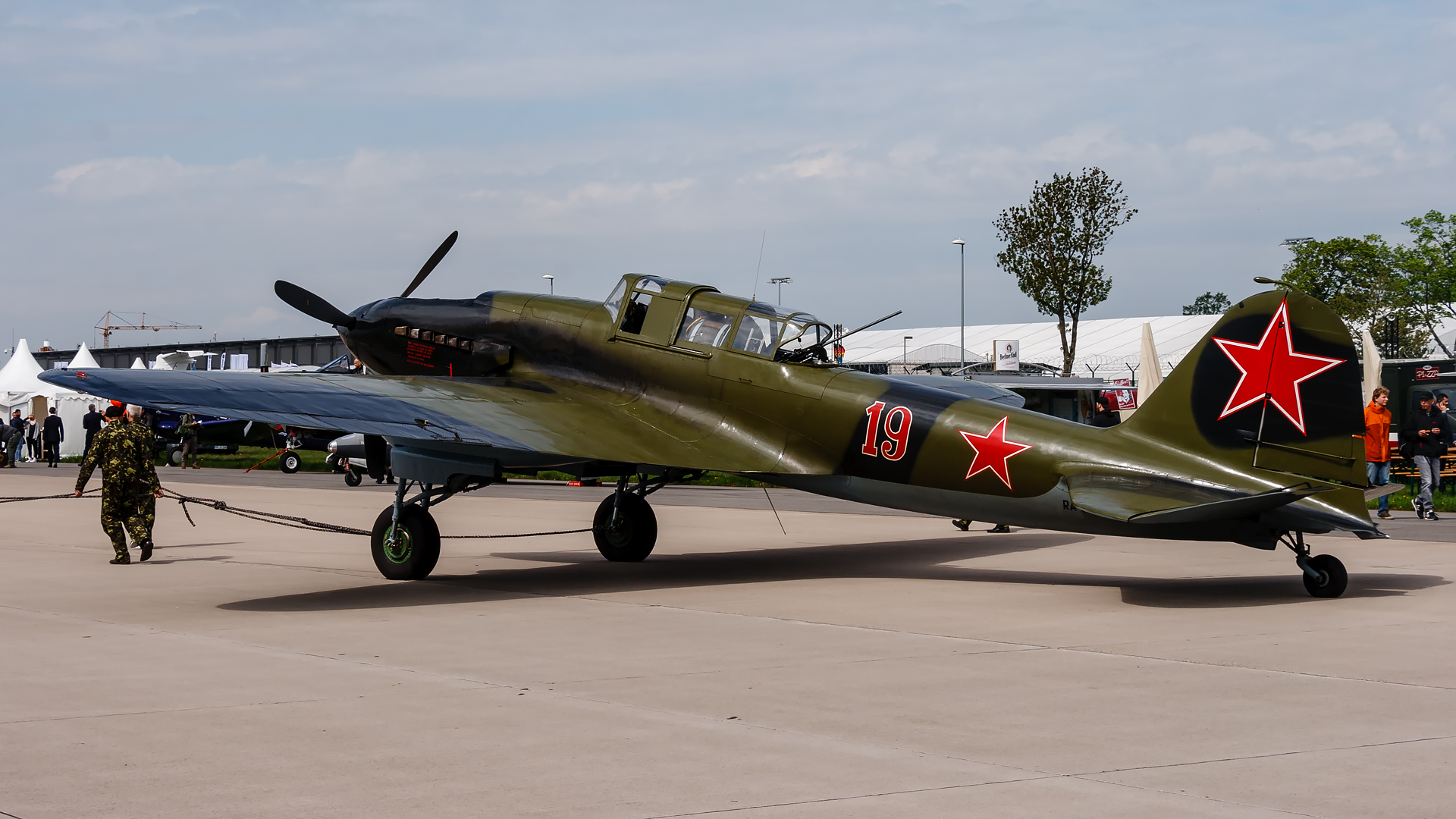
Конструкторы называли разработанный ими штурмовик Ил-2 «летающим танком», пилоты-истребители люфтваффе прозвали его «бетонным самолётом» (нем. Betonflugzeug), солдаты вермахта называли его «чумой» (нем. Schwarzer Tod, дословно: «чёрная смерть»).

## Наименование полка
В различные годы своего существования полк имел наименования:
- 617-й ночной бомбардировочный авиационный полк[1];
- 617-й штурмовой авиационный полк (05.09.1942)[1];
- 167-й гвардейский штурмовой авиационный полк[1];
- 167-й гвардейский штурмовой авиационный Староконстантиновский полк[1];
- 167-й гвардейский штурмовой авиационный Староконстантиновский ордена Суворова полк[1];
- 167-й гвардейский истребительный авиационный Староконстантиновский ордена Суворова полк[1];
- 167-й гвардейский истребительный авиационный Староконстантиновский ордена Суворова полк ПВО[1];
- Войсковая часть (Полевая почта) 15570[1][2].

## История и боевой путь полка
Полк сформирован 9 ноября 1941 года как 617-й ночной бомбардировочный на базе 1-го Чкаловского военного авиационного училища летчиков им. К. Е. Ворошилова на самолётах Р-5. После формирования полк составом 20 экипажей прибыл на Калининский фронт в состав ВВС Калининского фронта 20 декабря 1941 года и с 18 января 1942 года приступил к выполнению боевых заданий командования по уничтожению немецких войск.
С 21 января до 16 мая 1942 года полк в составе ВВС 22-й армии Калининского фронта. За период боевых действий полка с 18 января по 12 апреля 1942 года полк выполнил 672 боевых вылетов ночью с общим налетом 937 часов 19 минут. На уничтожение немецких войск и военных объектов противника сброшено авиабомб разных калибров 3528 штук или 170 тонн. Расстреляно патронов 14 000 штук. Сброшено листовок на немецком языке 2 млн экземпляров. В результате успешного выполнения боевых заданий командования полком уничтожено: автомашин и танков — 50, артиллерийских батарей — 3, самолётов на земле — 31 (на аэродроме Ржев, Селы — 15, с. Дугино −16), склад с горючим — 1, домов с солдатами и офицерами — 150, уничтожено до 8 батальонов живой силы противника. Своим войскам, находящимся в окружении сброшено 300 тонн груза и ещё 50 тонн доставлено конному корпусу Тимофеева. Свои потери составили 5 человек (боевые — 4) и 9 самолётов (боевые — 4).
С 16 мая 1942 года полк в составе 3-й воздушной армии Калининского фронта продолжает выполнение боевых заданий командования по ночной бомбардировке войск и техники противника на Калининском фронте. 28 июня полк перебазировался с аэродрома Филистово на аэродром Мигалово. 29 июня приказом № 046 командующего 3-й воздушной армии полк передал все имущество 887-му транспортному полку. 2 июля штурманы и воздушные стрелки отправлены на пополнение 128-го авиаполка и 3-й отдельной разведывательной эскадрильи. Руководящий, летный и технический состав 4 июля убыли в распоряжение командира 1-й запасной авиационной бригады ВВС Приволжского военного округа в Куйбышев.
В составе действующей армии 617-й ночной бомбардировочный авиационный полк находился с 21 января по 2 июля 1942 года.
16 июля полк прибыл в 5-й запасной авиационный полк 1-й запасной авиационной бригады ВВС Приволжского военного округа в Кинель-Черкассы и с 19 июля приступил к теоретической подготовке на самолёте Ил-2. Полк переформирован в штурмовой. С 28 июля приступил к практической подготовке и полетам на Ил-2 на аэродроме Муханово. С 12 августа полк продолжает обучение на аэродроме Кряж. Закончив переучивание, полк 5 сентября 1942 года прибыл на фронтовой аэродром Ленинск.
С 6 сентября 1942 года полк приступил к боевой работе в составе 206-й штурмовой авиадивизии 8-й воздушной армии Сталинградского фронта. Штурмовыми ударами дивизия задерживала продвижение мотомеханизированных колонн противника в районах Новомихайловский, Морозовский, Михайловка в восточном и юго-восточном направлениях, содействовала наземным войскам в отражении атак мотомеханизированных частей, уничтожала авиацию противника на аэродромах, переправы на р. Дон на участке Вертячий — Калач. Особенно напряженную работу дивизия вела в период с 1 августа по 20 сентября 1942 года в период выхода противника на рубеж р. Дон в районе Вертячий — Калач и на рубеже р. Аксай с юга и при дальнейшем продвижении к Сталинграду. В первом боевом вылете полк потерял 2 экипажа.
К 13 сентября в результате ожесточённых боев под Сталинградом в полку осталось 2 боеготовых самолёта. 27 сентября 1942 года полк убыл на укомплектование в 5-й запасной авиационный полк 1-й запасной авиационной бригады ВВС Приволжского военного округа в Кинель-Черкассы.
После укомплектования полка личным составом и техникой полк в начале марта 1943 года прибыл в состав 291-й штурмовой авиационной дивизии 16-й воздушной армии Сталинградского фронта. Полк вошел в состав дивизии в напряженный период боевой работы на харьковском направлении и с 16 марта вступил в боевые действия. 26 марта после напряженной боевой работы полк вместе с дивизией убывает на переформирование и доукомплектование материальной частью и личным составом в Старый Оскол. Находясь на формировании полк доукомплектовался материальной частью и личным составом, перебазировался на аэродром Солнцево.
В апреле — июне 1943 года во время Курской битвы полк вел боевые действия в районе Суджа — Волочанск, Харьковский аэроузел (Харьков — Рогань — Томаровка — Микояновка), Харьковский ж/д узел, Водолага — Мерефа; в районе Обоянь — Тросное — Змиев — Лебедин, штурмовал технику на дорогах Харьков — Белгород, а также на обоянском направлении — в районах Зыбино, Казацкое, Черкасское, Томаровка и Бутово.
С 3 ноября 1943 года полк участвует в Киевской наступательной операции, с 24 декабря 1943 в Житомирско-Бердичевской наступательной операции, в которой полк поддерживал наступающие войска в направлении Бердичев — Новоград-Волынский и в районе Радомышля. С конца января началась Корсунь-Шевченковская наступательная операция, где полк наносил удары южнее Киева, а с 26 января в районе Звенигородки по окруженным и зажатым в кольцо десяти немецким дивизиям.
За отличные боевые действия, проявленные отвагу за отечество, героизм, стойкость, дисциплину и организованность на фронтах Отечественной войны против немецких захватчиков приказом НКО СССР № 018 от 05.02.1944 года 291-я штурмовая авиационная дивизия преобразована в 10-ю гвардейскую штурмовую авиационную Воронежско-Киевскую дивизию, а её полки в гвардейские. 617-й штурмовой авиационный полк преобразован 167-й гвардейский штурмовой авиационный полк.
В составе действующей армии 617-й штурмовой авиационный полк находился с 5 по 13 сентября 1942 года и с 16 марта 1943 года по 5 февраля 1944 года.
С 5 февраля полк продолжал вести боевые действия по нанесению ударов по окруженному противнику, участвуя в окружении и уничтожение Корсунь-Шевченковской группировки, которая являлась частью плана стратегического наступления советских войск на Правобережной Украине (Днепровско-Карпатская операция). Полк наносил удары, содействуя своим войскам в расчленении и уничтожении окружённой группировки противника, блокируя удары войск противника стремящихся прорвать кольцо окружения.
С 4 марта полк участвует в Проскуровско-Черновицкой наступательной операции, следующем этапе Днепровско-Карпатской наступательной операции с целью разгрома основных сил немецкой группы армий «Юг». За отличие в боях при овладении городом Староконстантинов — важным опорным пунктом обороны немцев на проскуровском направлении Приказом НКО № 060 от 19 марта 1944 года на основании Приказа ВГК № 81 от 9 марта 1944 года 167-му гвардейскому штурмовому авиационному полку присвоено почётное наименование «Староконстантиновский».
В Львовско-Сандомирской операции 1944 года, тесно взаимодействуя с танковыми и стрелковыми соединениями фронта, полк содействовал быстрому разгрому вражеских войск и успешному завершению операции. В августе 1944 года полк с дивизией переданы в состав 5-й воздушной армии 2-го Украинского фронта. В ходе Ясско-Кишинёвской операции полк содействовал войскам фронта в разгроме румыно-германских войск. За образцовое выполнение заданий командования в боях с немецкими захватчиками при овладении городами Секешфехервар, Мор, Зирез, Веспрем, Эньинг и проявленные при этом доблесть и мужество полк Указом Президиума Верховного Совета СССР от 26 апреля 1945 года награждён «Суворова III степени».
С 10 октября 1944 года полк с дивизией вошли в авиационную группу 17-й воздушной армии, которая поддерживала войска З-го Украинского фронта и Народно-освободительной армии Югославии в ходе Белградской операции. Войну полк закончил на югославском аэродроме Бачки-Брестовац (21 км юго-восточнее города Сомбор (ныне город в Сербии)).
В составе действующей армии 167-й гвардейский штурмовой авиационный полк находился с 5 февраля 1944 года по 9 мая 1945 года.
В июле 1945 года полк в составе дивизии перебазирован в состав ВВС Закавказского военного округа на аэродром Цулукидзе (город Хони в Грузинской ССР. После перебазирования полк получил Ил-10. В феврале 1946 года полк вместе с дивизией вошли в состав 11-й воздушной армии, которая сформирована на базе входивших в ВВС Закавказского военного округа авиационных частей и соединений, выводимых из групп войск в Европе после Великой Отечественной войны.

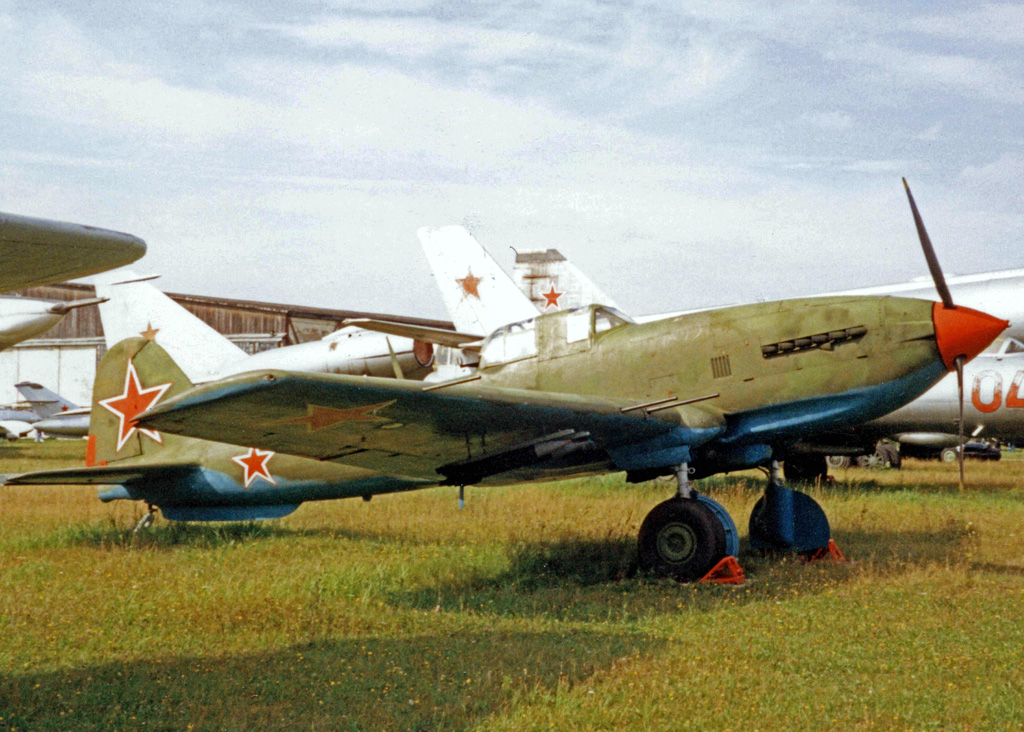
Штурмовик Ил-10 стоял на вооружении полка с 1945 года. На фотографии сохранившийся экземпляр самолёта в Ил-10М в Центральном музее ВВС РФ, Монино.

В 1949 году в связи с массовым переименованием частей и соединений 11-я воздушная армия переименована в 34-ю воздушную армию. Новые переименования не коснулись ни дивизию, ни её полков. В 1955 году полк получил на вооружение новый самолёт МиГ-15, который использовался в штурмовом варианте. В июне 1956 года дивизия вместе с полками передана в состав истребительной авиации ПВО и получила наименование 118-я гвардейская истребительная авиационная Воронежско-Киевская Краснознамённая орденов Суворова и Кутузова дивизия ПВО, полки дивизии также стали именоваться истребительными: полк переименован в 167-й гвардейский истребительный авиационный Староконстантиновский ордена Суворова полк ПВО. В 1957 году в полк стал поступать самолёт МиГ-17.
В июне 1958 года в связи с изменением взглядов на применение авиации в системе ПВО дивизия была расформирована, полк передан в прямое подчинение Бакинского округа ПВО. В 1960 году полк перебазирован на аэродром Копитнари и вошел в состав 14-го корпуса ПВО Бакинского округа ПВО. В 1965 году в полк начали поступать новые перехватчики Су-9. В 1976 году полк расформирован на аэродроме Копитнари, авиационная техника и личный состав были переданы в другие полки округа.

## Командиры полка
- майор	Гопанюк (Гапанюк) Григорий Иванович[3], 09.11.1941 — 27.09.1942
- майор, подполковник, гвардии подполковник Ломовцев Дмитрий Леонтьевич, убыл на должность заместителя командира 10-й гв. шад[11], 05.1943 — 03.1944
- гварди майор, гвардии подполковник Василин Иван Иванович[12], 1944 — 1946
- гвардии подполковник Ефимов, Александр Николаевич, 07.1951 — 06.1954
- гвардии полковник Крамаренко Сергей Макарович, 1957 — 1960

## В составе соединений и объединений
| Дата          | Фронт (округ)              | Армия                                     | Дивизия                                                                   | Примечания |
| ------------- | -------------------------- | ----------------------------------------- | ------------------------------------------------------------------------- | ---------- |
| 09.11.1941 г. | Приволжский военный округ  | ВВС Приволжского военного округа          | 1-е Чкаловское военное авиационное училище лётчиков имени К.Е. Ворошилова |            |
| 20.12.1941 г. | Калининский фронт          | ВВС Калининского фронта                   |                                                                           |            |
| 21.01.1942 г. | Калининский фронт          | ВВС Калининского фронта                   | ВВС 22-й армии                                                            |            |
| 16.05.1942 г. | Калининский фронт          | 3-я воздушная армия                       |                                                                           |            |
| 04.07.1942 г. | Приволжский военный округ  | ВВС Приволжского военного округа          | 1-я запасная авиационная бригада                                          |            |
| 16.07.1942 г. | Приволжский военный округ  | ВВС Приволжского военного округа          | 1-я запасная авиационная бригада 5-й запасной авиационный полк            |            |
| 05.09.1942 г. | Сталинградский фронт       | 8-я воздушная армия                       | 206-я штурмовая авиационная дивизия                                       |            |
| 27.09.1942 г. | Приволжский военный округ  | ВВС Приволжского военного округа          | 1-я запасная авиационная бригада 5-й запасной авиационный полк            |            |
| 15.03.1943 г. | Воронежский фронт          | 2-я воздушная армия                       | 291-я штурмовая авиационная дивизия                                       |            |
| 20.10.1943 г. | 1-й Украинский фронт       | 2-я воздушная армия                       | 291-я штурмовая авиационная дивизия                                       |            |
| 05.02.1944 г. | 1-й Украинский фронт       | 2-я воздушная армия                       | 10-я гвардейская штурмовая авиационная дивизия                            |            |
| 05.08.1944 г. | 2-й Украинский фронт       | 5-я воздушная армия                       | 10-я гвардейская штурмовая авиационная дивизия                            |            |
| 10.10.1944 г. | 3-й Украинский фронт       | 17-я воздушная армия                      | 10-я гвардейская штурмовая авиационная дивизия                            |            |
| 31.12.1944 г. | 3-й Украинский фронт       | Авиационная группа генерал-майора Витрука | 10-я гвардейская штурмовая авиационная дивизия                            |            |
| 09.05.1945 г. | 3-й Украинский фронт       | Авиационная группа генерал-майора Витрука | 10-я гвардейская штурмовая авиационная дивизия                            |            |
| 15.06.1945 г. | Южная группа войск         | 17-я воздушная армия                      | 10-я гвардейская штурмовая авиационная дивизия                            |            |
| 01.07.1945 г. | Закавказский военный округ | ВВС Закавказского военного округа         | 10-я гвардейская штурмовая авиационная дивизия                            |            |
| 01.02.1946 г. | Закавказский военный округ | 11-я воздушная армия                      | 10-я гвардейская штурмовая авиационная дивизия                            |            |
| 10.01.1949 г. | Закавказский военный округ | 34-я воздушная армия                      | 10-я гвардейская штурмовая авиационная дивизия                            |            |
| 01.06.1956 г. | Бакинский округ ПВО        | -                                         | 118-я гвардейская истребительная авиационная дивизия ПВО                  |            |
| 01.06.1958 г. | Бакинский округ ПВО        | -                                         | 118-я гвардейская истребительная авиационная дивизия ПВО                  |            |

## Участие в операциях и битвах

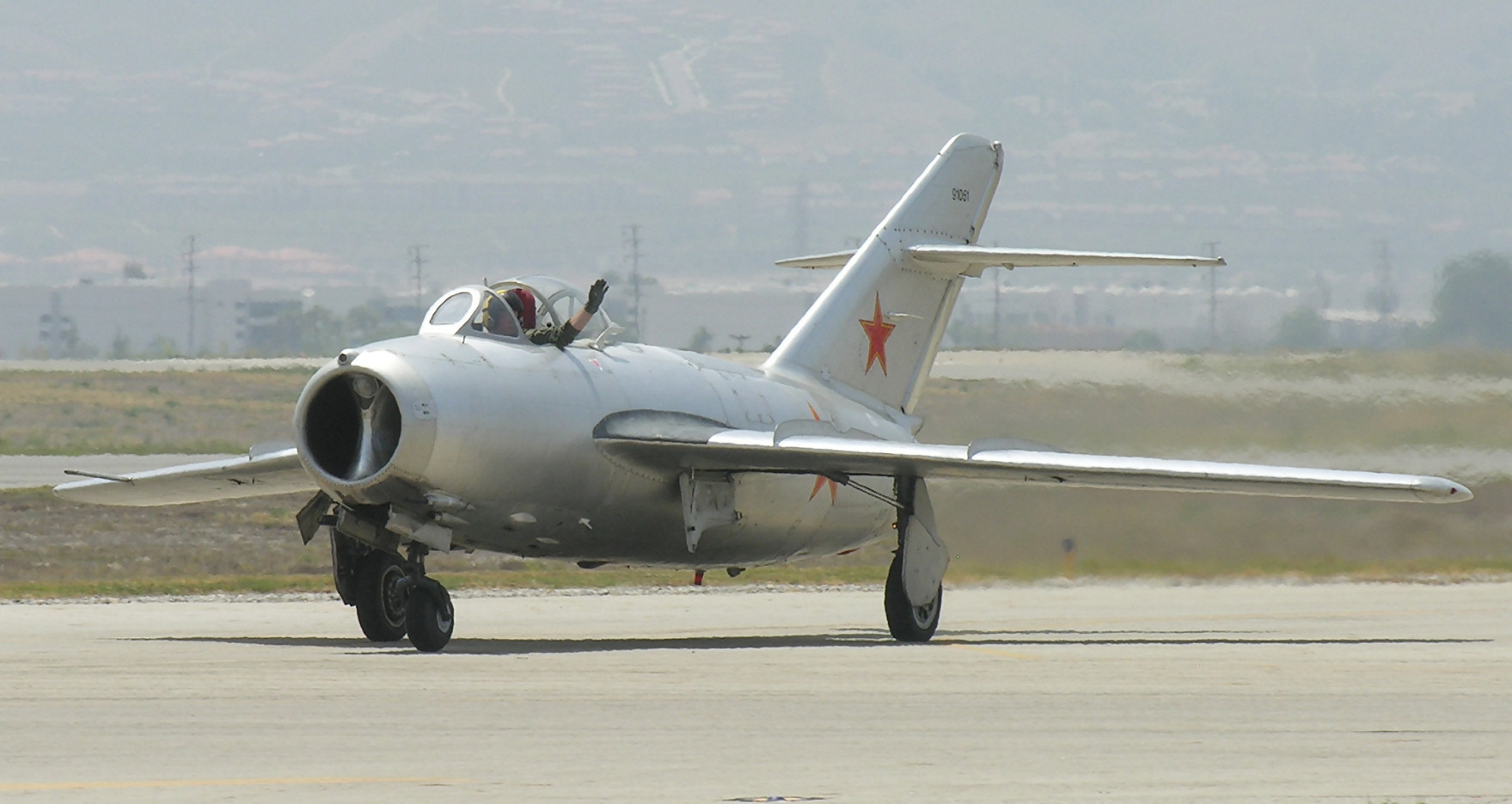
Новый МиГ-15 полк получил в 1955 году и использовал их по наземным и воздушным целям, как штурмовик, а с 1956 года — как истребитель-перехватчик ПВО.

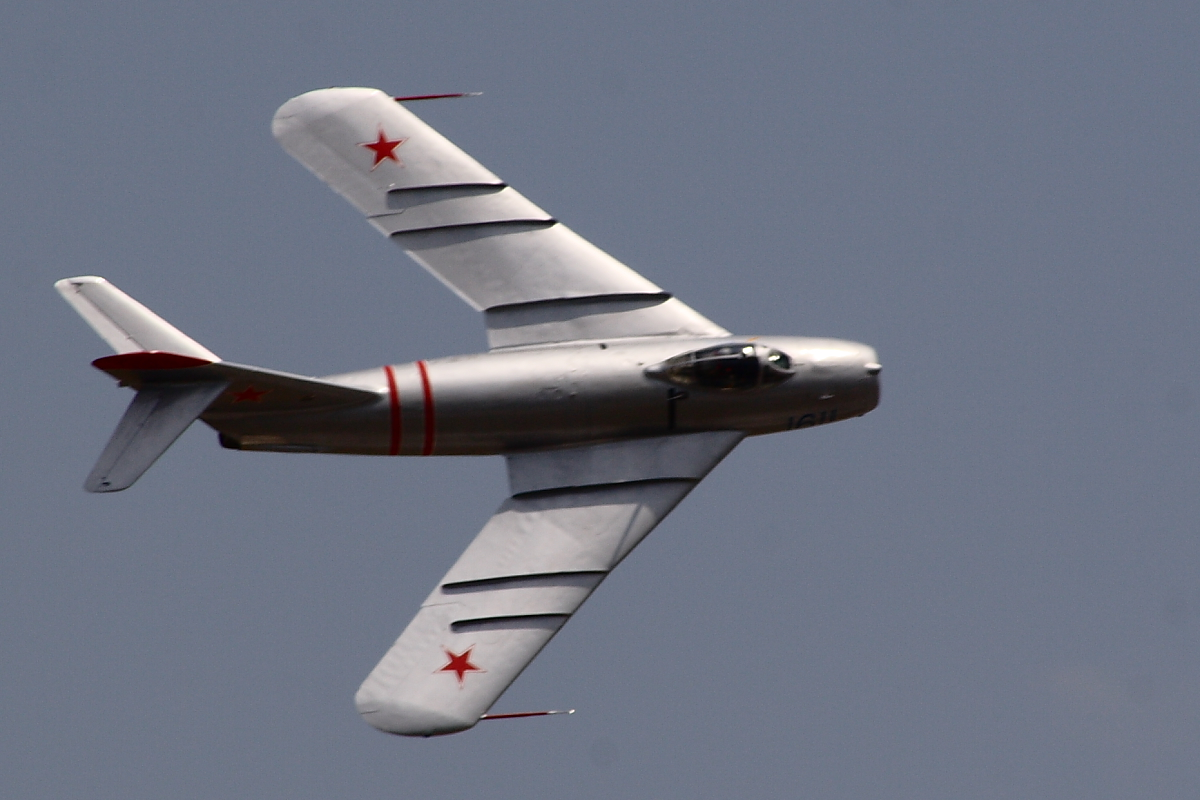
Дальнейшее оснащение полка шло самолётами МиГ-17, которые полк получил в середине 1957 года.

- Битва за Москву — с 18 января по 20 апреля 1942 года.
- Ржевская битва — с 18 января по 2 июля 1942 года.
- Сталинградская битва — с 5 по 13 сентября 1942 года.
- Харьковская операция — с 16 по 25 марта 1943 года.
- Курская битва — с 5 июля по 23 августа 1943 года.
  - Белгородско-Харьковская операция — с 3 по 23 августа 1943 года.
- Киевская наступательная операция — с 3 ноября по 22 декабря 1943 года.
- Днепровско-Карпатская операция:
  - Корсунь-Шевченковская операция — с 5 февраля 1944 года по 17 февраля 1944 года.
  - Проскуровско-Черновицкая операция — с 4 марта 1944 года по 17 апреля 1944 года.
- Львовско-Сандомирская операция — с 13 июля 1944 года по 29 августа 1944 года.
- Ясско-Кишинёвская операция — с 20 августа 1944 года по 29 августа 1944 года.
- Белградская операция — с 28 сентября 1944 года по 20 октября 1944 года.

## Почётные наименования
- 167-му гвардейскому штурмовому авиационному полку за отличие в боях при овладении городом Староконстантинов — важным опорным пунктом обороны немцев на проскуровском направлении Приказом НКО № 060 от 19 марта 1944 года на основании Приказа ВГК № 81 от 9 марта 1944 года присвоено почётное наименование «Староконстантиновский»[9].

## Награды
- 167-й гвардейский штурмовой авиационный Староконстантиновский полк за образцовое выполнение заданий командования в боях с немецкими захватчиками при овладении городами Секешфехервар, Мор, Зирез, Веспрем, Эньинг и проявленные при этом доблесть и мужество Указом Президиума Верховного Совета СССР от 26 апреля 1945 года награждён орденом Суворова III степени[10].

## Благодарности Верховного Главнокомандующего
Воинам полка в составе 10-й гвардейской штурмовой авиационной Воронежско-Киевской Краснознамённой орденов Суворова и Кутузова дивизии Верховным Главнокомандующим объявлены благодарности:
- За отличие в боях при овладении столицей Советской Украины городом Киев — крупнейшим промышленным центром и важнейшим стратегическим узлом обороны немцев на правом берегу Днепра[13].
- За отличие в боях при овладении городами Порицк, Горохов, Радзехов, Броды, Золочев, Буек, Каменка, городом и крупным железнодорожным узлом Красное и занятии свыше 600 других населенных пунктов[14].
- За отличие в боях при овладении областным центром Украины городом Станислав — крупным железнодорожным узлом и важным опорным пунктом обороны немцев в предгорьях Карпат[15].
- За отличие в боях при овладении городами Яссы, Тыргу-Фрумос и Унгены[16].
- За отличие в боях при овладении штурмом городами и крупными узлами коммуникаций Фокшаны и Рымникул-Сэрат (Рымник) — важными опорными пунктами обороны немцев[17].
- За отличие в боях при овладении городом и основным центром нефтяной промышленности Румынии — Плоешти и освобождением всех нефтяных районов Румынии от немецких захватчиков[18].
- За отличие в боях при разгроме группировки немецких войск в районе Плоешти и вступлении в город Бухарест[19].
- За отличие в боях при освобождении города Белград[20].
- За отличие в боях при овладении городами Секешфехервар, Мор, Зирез, Веспрем, Эньинг, а также более 350 других населенных пунктов[21].

## Отличившиеся воины

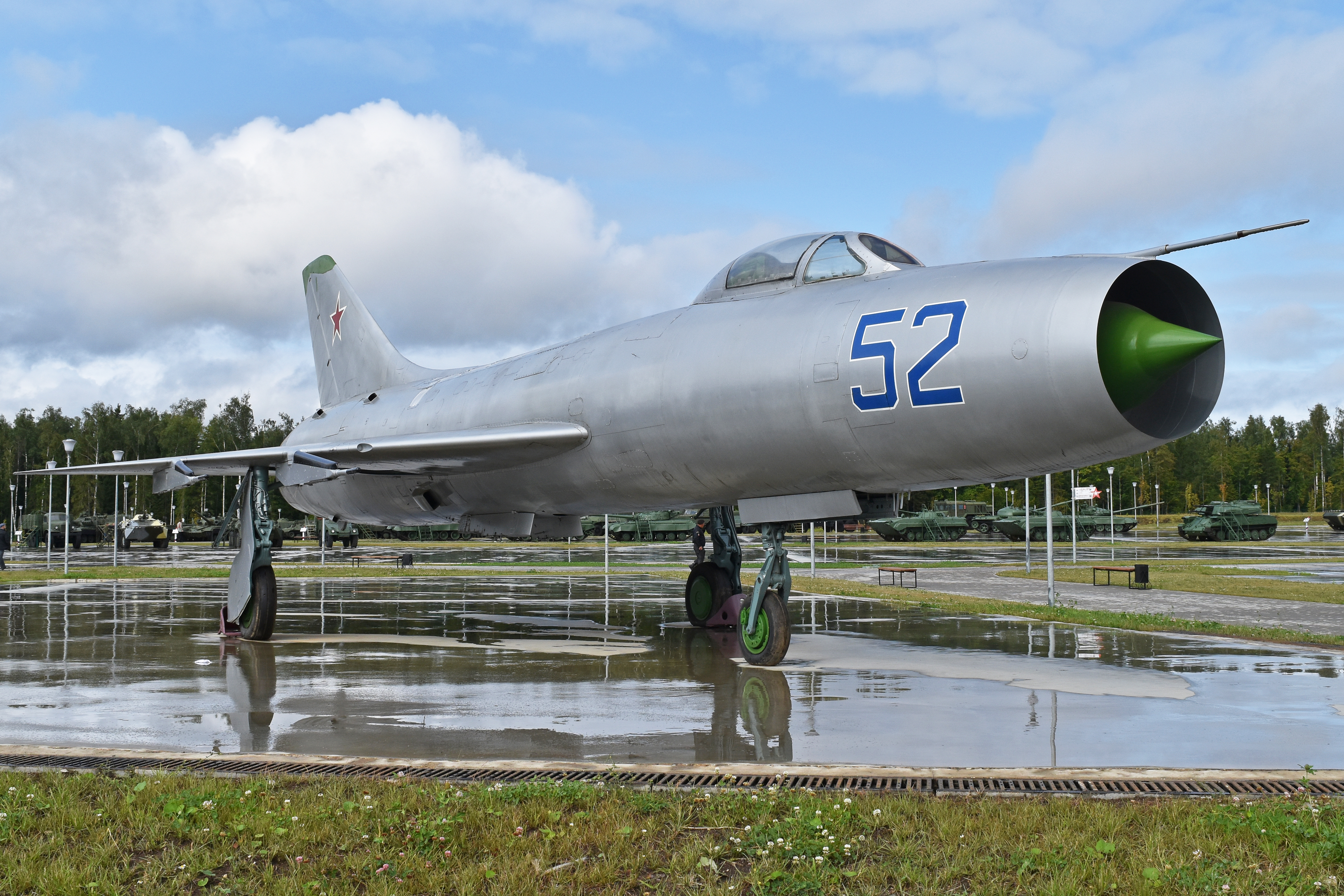
Истребитель-перехватчик Су-9 полк начал осваивать в 1965 году. Самолёт имел треугольное крыло и был первым в мире истребителем-перехватчиком, созданным как составная часть единого комплекса перехвата. Самолёт имел на вооружении четыре УР класса «воздух-воздух» и не имел пушечного вооружения.

- Алексухин, Василий Тимофеевич, старший лейтенант, командир звена 617-го штурмового авиационного полка за образцовое выполнение боевых заданий командования на фронте борьбы с немецкими захватчиками и проявленные при этом отвагу и геройство Указом Президиума Верховного Совета СССР от 4 февраля 1944 года присвоено звание Героя Советского Союза (Посмертно).
- Алимкин, Иван Николаевич, младший лейтенант, заместитель командира и штурман эскадрильи 617-го штурмового авиационного полка за образцовое выполнение боевых заданий командования на фронте борьбы с немецкими захватчиками и проявленные при этом отвагу и геройство Указом Президиума Верховного Совета СССР от 13 апреля 1944 года присвоено звание Героя Советского Союза. Медаль № 3385.
- Гавриленко, Леонтий Ильич, гвардии лейтенант, командир звена 167-го гвардейского штурмового авиационного полка Указом Президиума Верховного Совета СССР от 29 июня 1945 года за образцовое выполнение боевых заданий командования на фронте борьбы с немецко-фашистскими захватчиками и проявленные при этом мужество и героизм удостоен звания Героя Советского Союза. Золотая Звезда № 7599.
- Гарин Борис Иванович, капитан, командир эскадрильи 617-го штурмового авиационного полка 291-й штурмовой авиационной дивизии 2-й воздушной армии Воронежского фронта, за образцовое выполнение боевых заданий командования на фронте борьбы с немецкими захватчиками и проявленные при этом отвагу и геройство Указом Президиума Верховного Совета СССР от 4 февраля 1944 года присвоено звание Героя Советского Союза. Медаль № 2380.
- Голубев, Сергей Васильевич, гвардии старший лейтенант, штурман 167-го гвардейского штурмового авиационного полка Указом Президиума Верховного Совета СССР от 29 июня 1945 года за образцовое выполнение боевых заданий командования на фронте борьбы с немецко-фашистскими захватчиками и проявленные при этом мужество и героизм удостоен звания Героя Советского Союза. Золотая Звезда № 4979.
- Дементьев, Евгений Ильич, гвардии лейтенант, старший лётчик 167-го гвардейского штурмового авиационного полка Указом Президиума Верховного Совета СССР от 29 июня 1945 года за образцовое выполнение боевых заданий командования на фронте борьбы с немецко-фашистскими захватчиками и проявленные при этом мужество и героизм удостоен звания Героя Советского Союза. Золотая Звезда № 8680.
- Дворников, Георгий Тимофеевич, гвардии старший лейтенант, заместитель командира эскадрильи 167-го гвардейского штурмового авиационного полка Указом Президиума Верховного Совета СССР от 26 октября 1944 года за образцовое выполнение боевых заданий командования на фронте борьбы с немецко-фашистскими захватчиками и проявленные при этом мужество и героизм удостоен звания Героя Советского Союза. Золотая Звезда № 4866.
- Домбровский, Иван Александрович, гвардии капитан, помощник по Воздушно-Стрелковой Службе командира 167-го гвардейского штурмового авиационного полка Указом Президиума Верховного Совета СССР от 18 августа 1945 года за образцовое выполнение боевых заданий командования на фронте борьбы с немецко-фашистскими захватчиками и проявленные при этом мужество и героизм удостоен звания Героя Советского Союза. Золотая Звезда № 8724.
- Карушин, Александр Фёдорович, гвардии лейтенант, командир эскадрильи 167-го гвардейского штурмового авиационного полка Указом Президиума Верховного Совета СССР от 26 октября 1944 года за образцовое выполнение боевых заданий командования на фронте борьбы с немецко-фашистскими захватчиками и проявленные при этом мужество и героизм удостоен звания Героя Советского Союза. Золотая Звезда № 4865.
- Сморчков, Никита Иванович, гвардии капитан, командир эскадрильи 167-го гвардейского штурмового авиационного полка Указом Президиума Верховного Совета СССР от 23 февраля 1945 года за образцовое выполнение боевых заданий командования на фронте борьбы с немецко-фашистскими захватчиками и проявленные при этом мужество и героизм удостоен звания Героя Советского Союза. Золотая Звезда № 4896.

## Совершившие огненный таран
Совершившие огненный таран экипажи полка:
- заместитель командира эскадрильи 617-го штурмового авиационного полка старший лейтенант Алексухин Василий Тимофеевич 15 декабря 1943 года. Удостоен звания Герой Советского Союза посмертно 4 февраля 1944 года.
- старший лётчик 617-го штурмового авиационного полка младший лейтенант	Китов Фёдор Михайлович 7 июля 1943 года. Посмертно награждён орденом Отечественной войны II степени 11 августа 1943 года.
- командир эскадрильи 617-го штурмового авиационного полка старший лейтенант Прошкин Андрей Фёдорович 26 августа 1943 года. Не награждался.
- экипаж в составе: командир звена 617-го ночного бомбардировочного авиационного полка старший лейтенант Шинкоренко Павел Яковлевич	и стрелок-бомбардир	617-го ночного бомбардировочного авиационного полка лейтенант Стрижов Григорий Константинович 30 апреля 1942 года. Не награждались.

## Память
- В школе № 478 города Москвы в районе Текстильщики создан Музей «Боевой путь 10-й гвардейской штурмовой авиационной Воронежско-Киевской Краснознамённой дивизии и боевой славы».